# Christus (Mendelssohn)
Das Oratorium Erde, Hölle und Himmel (MWV A 26; zumeist als Christus bezeichnet) ist Fragment geblieben. Felix Mendelssohn Bartholdy konnte es aufgrund seines unerwarteten und frühen Todes nicht vollenden. Es wäre das dritte Oratorium neben dem Paulus von 1836 und dem Elias von 1846 geworden. Eine Trilogie hatte Mendelssohn allerdings nicht beabsichtigt. 
Publiziert wurde es postum 1852 unter dem Titel Christus.
Es trägt die nicht autorisierte postume Opuszahl 97.
Das Werk war eine Idee von Christian Karl Josias von Bunsen, der auch die Texte (hauptsächlich Bibelzitate) dafür zusammenstellte.

## Gliederung
Da das Werk unvollendet geblieben ist, Mendelssohn während der Kompositionsphase aber auch mehrfach die Konzeption des Werkes änderte und mit verschiedenen Librettisten zusammenarbeitete, lässt sich nicht mehr mit Gewissheit klären, welche Gliederung der Komponist für sein Werk letztlich vorhatte. Für die postume Veröffentlichung der ausgeführten Fragmente wählten die Herausgeber eine zweiteilige Gliederung:
Erster Teil (Geburt Christi)
Im ersten Abschnitt beschreibt Mendelssohn die Geburt Christi. Dabei sind das Rezitativ „Als Jesus geboren ward“, das Männer-Terzett „Wo ist der neugeborene König“ (Tenor und zwei Bässe) sowie der Chorsatz „Es wird ein Stern aus Jakob aufgehn“ vollständig bearbeitet.
Zweiter Teil (Leiden Christi)
Im zweiten Abschnitt schildert der Komponist die Anklage vor Pontius Pilatus und das Drängen des Volkes auf die Todesstrafe für Christus. Dabei wechselt Mendelssohn zwischen Rezitativen (Evangelist) und Volkschören. Abschließend wird das Geschehene in einem Choral für vierstimmigen Männerchor verarbeitet.
Einen geplanten dritten Teil konnte Mendelssohn demnach nicht mehr vertonen.
Es gibt allerdings Hinweise darauf, dass Mendelssohn eine Dreiteilung des Werkes analog dem intendierten Werktitel Erde, Hölle und Himmel vorhatte:
Erde
Die erhaltenen Fragmente des Werkes wären demzufolge alle dem ersten Teil zugehörig, der das Wirken Jesu Christi auf der Erde beschreiben sollte.
Hölle
Den zweiten Teil, der sich mit der Höllenfahrt Christi beschäftigen sollte, vermutlich auf Grundlage des Nikodemusevangeliums, konnte Mendelssohn nicht mehr vertonen.
Himmel
Auch den dritten Teil, der sich mit der Auferstehung Christi beschäftigen sollte, konnte Mendelssohn nicht mehr vertonen.